# بيث وايزمان
بيث وايزمان (بالإنجليزية: Beth Wiseman)‏ هي صحفية وملحنة بريطانية، ولدت في 1951.